# جورج نادر
جورج نادر (بالإنجليزية: George Nader)‏ (19 أكتوبر 1921، باسادينا في الولايات المتحدة - 4 فبراير 2002، وودلاند هيلز، كاليفورنيا في الولايات المتحدة)؛ ممثل، منتج أفلام وروائي أمريكي. درس في كلية اوكسيدنتال.

## روابط خارجية
- جورج نادر على موقع IMDb (الإنجليزية)
- جورج نادر على موقع مونزينجر (الألمانية)
- جورج نادر على موقع ألو سيني (الفرنسية)
- جورج نادر على موقع تيرنر كلاسيك موفيز (الإنجليزية)
- جورج نادر على موقع أول موفي (الإنجليزية)
- جورج نادر على موقع قاعدة بيانات الأفلام السويدية (السويدية)
- جورج نادر على موقع إن إن دي بي (الإنجليزية)
- جورج نادر على موقع ديسكوغز (الإنجليزية)
- جورج نادر على موقع قاعدة بيانات الفيلم (الإنجليزية)
- جورج نادر على موقع كينوبويسك (الروسية)